# Aeroporto Internacional Midway
O Aeroporto Internacional Midway (em inglês:  Chicago Midway International Airport) é o segundo aeroporto mais importante da cidade americana de Chicago, localizada no estado de Illinois. Este aeroporto foi o local onde ocorreu a infeliz morte do músico Juice WRLD